# Ding-Dong
Ding-Dong fue un programa de televisión emitido por la cadena española TVE en 1980, dirigido por José Antonio Plaza y realizado por Ramón Pradera y Fernando García Tola. Se trataba de un concurso basado en la gastronomía presentado por Andrés Pajares, acompañado por Mayra Gómez Kemp (en su primer trabajo como presentadora de concursos televisivos), y en los tres primeros programas también por María Kosti. Tenía una estética que recordaba al popular Un, dos, tres... responda otra vez, y en cada programa se enfrentaban tres matrimonios que debían superar un turno de preguntas y respuestas así como pruebas de habilidad siempre relacionadas con el mundo de la cocina.

## Mecánica
Cada programa se dedicaba a la cocina y la gastronomía, generalmente de un país o una región de España diferente, y respecto al tema irían girando las preguntas y pruebas del programa. Por cada pregunta o prueba superada correctamente, cada pareja iría acumulando puntos, llamados en el programa "calorías". Las preguntas bien contestadas otorgarían 100 calorías, y las pruebas superadas, 200 calorías. Si varias parejas contestaban una pregunta, recibirían 100 calorías cada una. Cada caloría se pagaba a 100 pesetas, es decir, 100 calorías eran 10.000 pesetas y 200 calorías eran 20.000 pesetas. Al término de la prueba, el matrimonio con más calorías pasaba a una prueba final en la cual podían ganar hasta 444.444 pesetas. Si lograban ganar ese premio completo, tenían derecho a volver la siguiente semana, y si lograban volver a la prueba final y completarla correctamente, podían ganar hasta 999.999 pesetas, y ya no podrían volver más. En los tres primeros programas, cada matrimonio solo podía concursar una vez, pero si lograba el premio completo de 444.444 pesetas al final, tenía derecho a realizar una prueba fuera de plató durante la siguiente semana que de superarse otorgaría las 999.999 pesetas. Solo se hicieron dos pruebas de este tipo antes de que se cambiara la mecánica: traer las 80 clases de queso homologadas de España y encontrar un restaurante en el que se asaran sardinas al calor de un volcán y traerlas al plató. En los dos casos se superó la prueba, aunque la primera de las pruebas, por pertenecer al programa piloto que se hizo de mentira con concursantes famosos para mostrar la mecánica al público, no tuvo premio auténtico.
También se realizaban concursos entre el público presente en plató y en casa. Para el público en plató se lanzaban preguntas relacionadas con lo que sucedía en el programa. El primer espectador que contestara recibiría una escoba. Más tarde, canjearía esa escoba por una pregunta que le haría la copresentadora, que si se contestaba correctamente le otorgaría un regalo con un valor de 22.222 pesetas, generalmente un electrodoméstico o cualquier utensilio de cocina, como un frigorífico, un horno, una batería completa de cocina, etc. Para el público en casa había dos concursos. Por un lado, se desarrollaba una sección especial, dirigida sobre todo a agricultores, aunque también a panaderos, reposteros, etc, titulada "Caramba, caramba". En ella, se debía mostrar un vegetal, postre o alimento en general que fuera de un tamaño superior a la media. Tras escribir al programa, seleccionarían a uno de los que hubieran escrito, que traería al plató una calabaza gigante, una barra de pan de varios metros de largo, una tarta gigante, etc. El premio para el seleccionado sería de 111.111 pesetas. Por otro lado, se realizaba una pregunta de cultura general, pero relacionada con la cocina y los espectadores debían enviar una postal con sus datos y la respuesta correcta, y entre todas las postales recibidas se sortearía al ganador, que se llevaría otras 111.111 pesetas.

## Reparto
El programa contaba con la colaboración de las Hermanas Hurtado, en el caso de Paloma poniendo su voz al muñeco de una vaca llamada Clotilde, que se encargaba de mostrar lo que iban ganando los concursantes. Las gemelas, por su parte, hacían personajes variados cada semana que solían hacer una pregunta de gastronomía a los concursantes relacionada con algún alimento que ellas llevaran en sus manos cada semana. Además, supuso el debut en televisión de la posteriormente actriz de cine, Azucena Hernández, que participaría en los tres primeros programas como azafata, antes de ser sustituida por Paloma Hurtado como Clotilde.

## Presupuesto
El espacio contaba con un presupuesto de 14 millones de pesetas por programa, lo que causó polémica en la época.

## Lista de programas
1. Valencia (14 de marzo de 1980)[4]
2. Brasil (21 de marzo de 1980)[5]
3. Semana Santa (28 de marzo de 1980)[6]
4. Andalucía (11 de abril de 1980)[7]
5. América (18 de abril de 1980)[8]
6. Galicia (25 de abril de 1980)[9]
7. Francia (2 de mayo de 1980)[10]
8. Madrid (9 de mayo de 1980)[11]
9. El circo (16 de mayo de 1980)[12]
10. México (23 de mayo de 1980)[13]
11. Rusia (30 de mayo de 1980)[14]